# Mictaxius
Mictaxius is een geslacht van kreeftachtigen uit de klasse van de Malacostraca (hogere kreeftachtigen).

## Soorten
- Mictaxius arno Poore, 1997
- Mictaxius salvati Ngoc-Ho, 2005
- Mictaxius thalassicola Kensley & Heard, 1991